# Campeonato europeo de hockey sobre patines femenino de 2009
El X Campeonato europeo de hockey sobre patines femenino se celebró en Saint-Omer, Francia, entre el 27 de octubre y el 31 de octubre de 2009. 

## Equipos participantes
6 seleccionados nacionales participaron del torneo
| Equipos participantes | Equipos participantes | Equipos participantes | Equipos participantes | Equipos participantes | Equipos participantes | Equipos participantes |
| --------------------- | --------------------- | --------------------- | --------------------- | --------------------- | --------------------- | --------------------- |
| Alemania              | España                | Francia               | Portugal              | Suiza                 | Inglaterra            |                       |